# Hans-Jörg Krüger
Hans-Jörg Krüger (Quedlinburg, 26 gennaio 1942 – 4 maggio 2023) è stato un cestista tedesco.

## Carriera
Con la Germania Ovest ha disputato i Giochi olimpici di Monaco 1972.